# Mundo submarino de Nankín
El Mundo submarino de Nankín (en chino: 南京海底世界有限公司) es un acuario cerca del Mausoleo de Sun Yat-sen en Nankín (Nanjing), parte del país asiático de China. El mundo submarino está en el lado sur de la Montaña Púrpura a poca distancia a pie del Mausoleo a Ming Xiaoling. El acuario es una empresa conjunta entre Andover Capital Group y la Oficina de Administración del Mausoleo del Dr. Sun Yat-Sen.
Fue inaugurado en 1996. El acuario cubre 34.000 metros cuadrados (8,4 acres) tiene de cuatro pisos de altura. El Delfinario de 1000 asientos tiene una superficie de 1.500 metros cuadrados (16.000 pies cuadrados). La inversión total fue de alrededor de 200 millones de yuanes. En 2004, el Acuario y Delfinario se combinaron en un lugar integrado. Underwater World tiene casi 10.000 animales que representan 200 especies.